# Serie A 2019 (pallapugno)
La Serie A 2019, chiamata per ragioni di sponsorizzazione Serie A Banca d'Alba e Moscone, è stata la 98ª edizione del massimo campionato italiano di pallapugno maschile.

## Squadre partecipanti
Nella stagione 2019 al campionato sono iscritte 9 squadre. L'Albese rinuncia alla promozione e viene sostituita dalla Merlese. Il Bubbio non si iscrive al campionato.
| Club                                         | Capitano          | Città                       |
| -------------------------------------------- | ----------------- | --------------------------- |
| Tealdo Scotta Alta Langa                     | Davide Dutto      | San Benedetto Belbo (CN)    |
| Augusto Manzo                                | Gilberto Torino   | Santo Stefano Belbo (CN)    |
| Torfit Langhe e Roero Canalese               | Bruno Campagno    | Canale (CN)                 |
| Araldica Castagnole Lanze                    | Massimo Vacchetto | Castagnole delle Lanze (AT) |
| Marchisio Nocciole Egea Cortemilia           | Cristian Gatto    | Cortemilia (CN)             |
| Olio Roi Imperiese                           | Enrico Parussa    | Dolcedo (IM)                |
| Alusic Acqua San Bernardo Merlese            | Davide Barroero   | Mondovì (CN)                |
| Araldica Pro Spigno                          | Paolo Vacchetto   | Spigno Monferrato (AL)      |
| Acqua San Bernardo Spumanti Bosca Subalcuneo | Federico Raviola  | Cuneo                       |

## Prima Fase
|   | Club             | P  | G  | V  | P  | DG  |
| - | ---------------- | -- | -- | -- | -- | --- |
| 1 | Castagnole Lanze | 12 | 16 | 12 | 4  | +59 |
| 2 | Canalese         | 12 | 16 | 12 | 4  | +37 |
| 3 | Pro Spigno       | 11 | 16 | 11 | 5  | +39 |
| 4 | Cortemilia       | 9  | 16 | 9  | 7  | +7  |
| 5 | Subalcuneo       | 8  | 16 | 8  | 8  | +14 |
| 6 | Augusto Manzo    | 7  | 16 | 7  | 9  | -20 |
| 7 | Alta Langa       | 6  | 16 | 6  | 10 | -14 |
| 8 | Imperiese        | 5  | 16 | 5  | 11 | -44 |
| 9 | Merlese          | 2  | 16 | 2  | 14 | -78 |

## Seconda Fase
|   | Club             | P  | G | V | P | DG  |
| - | ---------------- | -- | - | - | - | --- |
| 1 | Castagnole Lanze | 26 | 8 | 7 | 1 | +29 |
| 2 | Canalese         | 20 | 8 | 4 | 4 | -1  |
| 3 | Subalcuneo       | 18 | 8 | 5 | 3 | +9  |
| 4 | Pro Spigno       | 17 | 8 | 3 | 5 | -3  |
| 5 | Cortemilia       | 11 | 8 | 1 | 7 | -34 |

|   | Club          | P  | G | V | P | DG  |
| - | ------------- | -- | - | - | - | --- |
| 6 | Imperiese     | 13 | 6 | 4 | 2 | +10 |
| 7 | Augusto Manzo | 13 | 6 | 3 | 3 | -1  |
| 8 | Alta Langa    | 12 | 6 | 3 | 3 | +1  |
| 9 | Merlese       | 6  | 6 | 2 | 4 | -10 |

## Fase Finale

### Spareggi Play-off
| Cortemilia | Imperiese     | 11-8 |
| Pro Spigno | Augusto Manzo | 3-11 |

| Cortemilia | Augusto Manzo | 11-2 |

### Finali Scudetto
| Squadra 1        | Squadra 2  | Andata | Ritorno | Spareggio |
| ---------------- | ---------- | ------ | ------- | --------- |
| Castagnole Lanze | Cortemilia | 11-2   | 9-11    | 11-1      |
| Subalcuneo       | Canalese   | 11-8   | 7-11    | 5-11      |

| Squadra 1        | Squadra 2 | Gara 1 | Gara 2 | Gara 3 | Gara 4 |
| ---------------- | --------- | ------ | ------ | ------ | ------ |
| Castagnole Lanze | Canalese  | 11-6   | 11-7   | 10-11  | 11-6   |

## Squadra Campione d'Italia
Araldica Castagnole Lanze
- Battitore: Massimo Vacchetto
- Spalla: Emmanuele Giordano
- Terzini: Enrico Rinaldi, Emanuele Prandi